# Umweltstation Unterallgäu

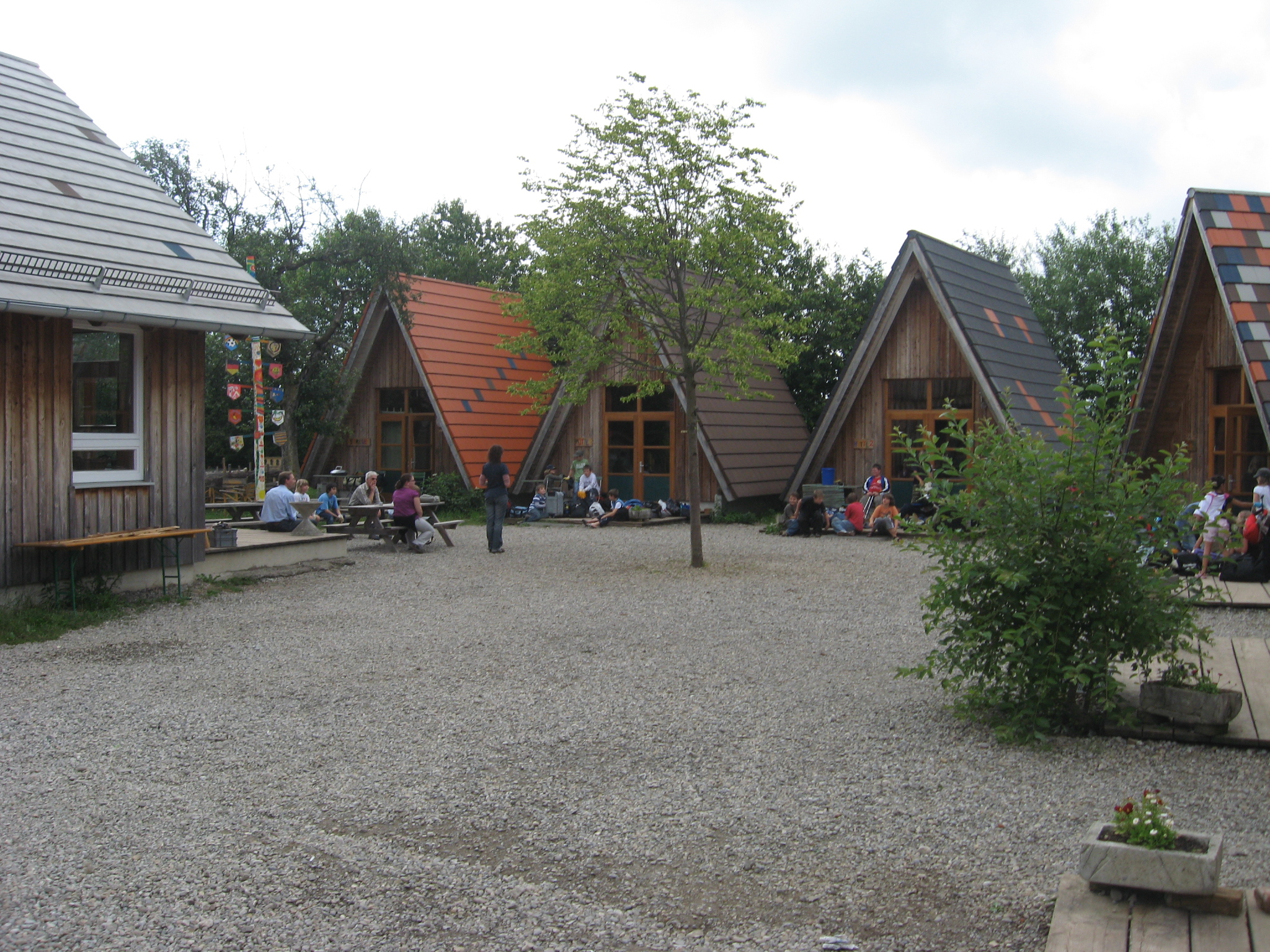
Umweltstation Unterallgäu (2008)

Die Umweltstation Unterallgäu ist ein ursprünglich vom Förderverein der Deutschen Waldjugend Landesverband Bayern e.V., Kreisjugendring Unterallgäu KdöR. und des Landkreises Unterallgäu im Jahre 1997 begründetes und vom Bayerischen Staatsministerium für Umwelt, Gesundheit und Verbraucherschutz 1997 anerkanntes und seitdem gefördertes Kooperationsprojekt in Haid, einem Ortsteil des Marktes Legau im schwäbischen Landkreis Unterallgäu. Seit dem 1. Januar 2009 befindet sich die Einrichtung unter der Trägerschaft der Augsburger Gesellschaft für Lehmbau, Bildung und Arbeit e.V. 

## Beschreibung
Die Einrichtung mit Übernachtungshütten, Sanitäranlagen und Versorgungshaus mit Küche und Aufenthaltsraum umfasst eine Fläche von 5 Hektar. Sie bietet Übernachtungsmöglichkeiten für 90 Personen zuzüglich 14 Betreuern. Die Übernachtungsmöglichkeiten gliedern sich in sechs beheizbare „Schwedenhütten“, fünf Matratzenlager und zwei Betreuerzimmer mit eigener Dusche/WC.
Im Umkreis von 5 Kilometern um die Einrichtung und auf einer Fläche von 300 Hektar können verschiedenste Lebensräume im Rahmen einer Ressourcenerlebniswelt durch erlebnis- und umweltpädagogische Kurse erkundet werden.

## Kurse und Veranstaltungen
- Motorsägenkurs
- Weihnachtsmarkt
- Mondscheinpaddeln auf der Iller
- „Gscheitfrühstücken“ im Allgäu
- Fahrradtour Regenerativregion

## Auszeichnungen
- UN-Dekade-Projekt 2008
- UN-Dekade-Projekt 2010